# Eddie Gallagher
Pour les articles homonymes, voir Gallagher.
Edward R. « Eddie » Gallagher né en 1979 est un ancien militaire américain, membre des Navy SEALs, un groupe d'élite de la marine américaine. Il est connu pour avoir été poursuivi pour crime de guerre en cour martiale et avoir, à cette occasion, reçu le soutien du président Donald Trump, qui l'a ensuite gracié.

## Procès pour crimes de guerre
De septembre 2018 à juillet 2019, Eddie Gallagher est traduit devant une cour martiale pour le meurtre au couteau et avec préméditation d'un prisonnier adolescent blessé et anesthésié, membre de l'État islamique, et pour avoir posé en tenant la tête de sa victime par les cheveux pour une photographie qu'il a envoyée à des amis. Il est également accusé d'avoir abattu au fusil de précision deux civils irakiens désarmés, une jeune fille et un vieil homme, de tentative de meurtre, d'entrave à la justice et d'autres infractions lors de missions en Irak. 
Plusieurs Navy SEALs rompent une règle implicite qui est de ne jamais témoigner contre un autre Navy SEAL en témoignant contre lui. Le 2 juillet 2019, Gallagher est acquitté de presque toutes les accusations après un procès dans lequel l'accusation est elle-même accusée de fautes de procédure et où un témoin a changé sa version des faits. Gallagher est simplement reconnu coupable d'avoir posé pour une photographie avec un cadavre, le moins grave des crimes qui lui étaient reprochés. Il est condamné à une rétrogradation et à quatre mois de prison mais relâché pour avoir purgé sa peine en attendant son procès. Une procédure s'engage ensuite pour son exclusion.

## Grâce présidentielle
Eddie Gallagher a été dégradé d’un rang par l'armée mais cette décision est annulée par une grâce présidentielle de Donald Trump, déjà intervenu antérieurement pour que Gallagher ait des conditions de détention moins restrictives. Il déclare « Je crois vraiment que nous sommes une nation bénie d'avoir un commandant en chef qui soutient nos combattants »,. Le secrétaire de la Marine Richard V. Spencer estimant que cela porte notamment atteinte à son autorité le fait savoir. Le 24 novembre 2019, ce dernier est renvoyé par le secrétaire à la Défense Mark Esper pour avoir contourné son autorité en tentant de négocier un accord avec la Maison-Blanche dans l'affaire Gallagher sans l'autorisation du secrétaire. Dans sa lettre de démission, Spencer déclare : « Il est devenu évident [que] je ne partage plus la même compréhension des principes fondamentaux de l’ordre juste et de la discipline avec le commandant en chef qui m’a nommé. Je ne peux pas, en toute conscience, obéir à un ordre qui, à mon avis, enfreint le serment sacré que j’ai prêté en présence de ma famille, devant mon drapeau et ma foi pour soutenir et défendre la Constitution des Etats-Unis ».
Des vidéos obtenues par le New York Times montrent d’anciens membres de l'unité d’élite de Gallagher témoigner à charge, le qualifiant de « complètement taré » et « toxique », à l'opposé du « grand combattant » décrit par Donald Trump.

## Retraite militaire
Eddie Gallagher est reçu le 22 décembre 2019 à  Mar-a-Lago, la résidence de Donald Trump en Floride. Depuis le début de son procès, il est apparu plusieurs fois sur la chaîne Fox News. Il profite de cette médiatisation pour lancer sa nouvelle carrière après avoir pris sa retraite militaire. Le magazine Slate relève que « Gallagher est devenu une sorte d'influenceur Instagram dans le milieu des anciens soldats pro-Trump. Il gagne de l'argent en faisant de la pub pour des produits créés par des ex-militaires, notamment des compléments alimentaires pour la musculation ou encore des couteaux et des vêtements de la marque «Kill bad dudes» (tuer les sales types). Il a aussi pour projet d'écrire un livre et a créé une ligne de vêtements (dont des t-shirts qui se moquent des soldats qui l'ont dénoncé). »
Donald Trump prévoit de l'inviter à ses meetings de campagne et à la Convention du Parti républicain.